# Beotegui
Beotegui (en euskera y oficialmente Beotegi) es una localidad del concejo de Menagaray-Beotegui, que está situado en el municipio de Ayala, en la provincia de Álava. 

## Geografía
Se sitúa a unos 373 m de altitud media, sobre un terreno irregular que desde el monte Peregaina desciende hacia la cuenca del río Izalde y hacia Menagaray, con cuya localidad forma el concejo de Menagaray-Beotegui.

## Despoblado
Forma parte del concejo el despoblado de:
- Perea.[1]

## Historia
Originalmente el núcleo de población estaba formado por dos aldeas distintas; siendo una de ellas el actual despoblado de Perea, poblado que estaba situado en una pequeña terraza en las faldas del monte Peregaina, al que da nombre (del euskera "encima de Perea") y como tal era mencionado ya en 1095, cuando se consagró la iglesia de San Pedro de Lamuza de Llodio.  En este término se hallaba la iglesia parroquial de Santo Tomás hasta 1918 en que es derruida y construida en Beotegi la de San Miguel, pero poco a poco el poblamiento de Perea fue concentrándose en el barrio de Beotegui, situado a menor altitud y más próximo al camino de Amurrio a Arceniega.
En Perea se asentaba el linaje del mismo nombre, familia relevante en los asuntos del Señorío de Ayala al final de la Edad Media. Miembros de esta familia apoyaron entre 1328 y 1330 la sucesión en el Señorío de Ayala de Fernán Pérez de Ayala (padre de Pero López de Ayala, Canciller de Castilla).

## Etimología
En 1483 se documenta con el nombre de Beotigi, en 1514 Beotigui, en 1516 Veotegui, en 1533 Beotegui, en 1798 Biotegui, y en 1892 Beótegui. La forma popular del nombre es Bioti.
Según la ciencia etimológica, el nombre actual procede de las palabras vascas Behor (yegua) y tegi (lugar de ...), y su significado sería lugar o cuadra de yeguas. (Alfredo Orive Fernández, "Aiarako Herrien etimologiak").

## Demografía
| Gráfica de evolución demográfica de Beotegui entre 2000 y 2017 |
|                                                                |
| Población de derecho según los censos de población del INE.    |

Sus habitantes han sido conocidos tradicionalmente con el apodo de "judíos".

## Barrios
Siendo un hábitat disperso, el número de barrios y caseríos es amplio: Aguirre, Elexalde, Zaballa, Beotizaballa , Mimena, Larrintza, El Juncal y Periko Arana.

## Iglesia
Titulada de San Miguel, ocupa desde 1918 el solar que previamente ocupó la Ermita del mismo nombre en el Barrio Agirre. Carece de interés artístico. En su interior se conservan dos figuras Barrocas de alabastro policromado de la Virgen del Pilar y San Miguel.

## Sitios de interés
- Antigua torre de Zaballa, muy desfigurada y reconvertida en caserío.
- Bolera de bolo tradicional ayalés y cuyo símbolo adorna el escudo de la localidad.
- Torre de Perea -hoy desaparecida- situada en el antiguo poblado de Perea, donde se encontraba la iglesia de santo Tomás y el cementerio antiguo. Era una de las 5 torres de los Parientes Mayores de Ayala: los Perea.

## Personas destacadas
- Fortún López de Perea (siglo XIII), señor de la torre de Perea en Beotegi. Cuando en 1328-30 Juan Sánchez de Salcedo, señor de Ayala, murió sin sucesor, Fortún López de Perea se coaligó con el linaje de Ibargüen de Izoria para llamar a ocupar el Señorío a Sancho Pérez de Ayala, miembro de una rama colateral del linaje señorial, establecido en Toledo, frente a las pretensiones de Sancho García de Murga, que representaba los intereses de una rama bastarda. La polémica se dirimió mediante batalla, que fue ganada por Sancho Pérez y sus valedores Perea e Ibargüen y se saldó con la muerte de Sancho García de Murga.
- Rodrigo de Perea (siglo XV), mayordomo de Juan II de Castilla y adelantado de Cazorla.
- Cristóbal de Arechavala (siglo XVIII), maestro de cantería y albañilería y miembro de una dinastía de canteros del Valle de Ayala en Álava. Edifica de nueva planta la iglesia de San Miguel de Gurendes, en Valdegovía (Álava), en el último tercio del siglo XVIII. En el interior destacan las bóvedas de arista y la cúpula rebajada sobre pechinas, todo ello presidido por la sobriedad, luminosidad y una decoración de yeserías con motivos geométricos encadenados de estilo barroco.
- Francisco de Bárcena y Malquarto.
- Eusebio Pérez Valluerca (Eusebio Pérez de Valluerca Alday en la partida de nacimiento), nacido en 1840, pintor, cursó estudios en Madrid con Emilio Sala. Consiguió la tercera medalla en las Exposiciones Nacionales de Bellas Artes celebradas en Madrid en los años 1887 y 1892. Entre sus obras: Lavadero en el Manzanares, Mujeres en el mercado de Bilbao, etc.
- Luisa de Alday Urquiza, junto a su hermana Inés, financiará la construcción en 1918 de la nueva iglesia de Beotegui, la de San Miguel.